# Zambia Energy Corporation
Zambia Energy Corporation (Zam-En), früher Power Division of Zambia Consolidated Copper Mines war der größte Stromversorger im Kupferbergbau von Sambia. Power Division of ZCCM wurde 1950 gegründet.
Power Division of ZCCM wurde November 1997 privatisiert und in Zambia Energy Corporation umbenannt. Cinergy Global Power, USA und National Grid, Vereinigtes Königreich, übernahmen je 38,5 Prozent der Aktien, die restlichen 23 Prozent verblieben bei Zambia Consolidated Copper Mines Investment Holdings und damit in staatlichem Besitz.
Seit 22. Februar 2006 hält Zambia Energy Corporation 77 Prozent der Anteile von Copperbelt Energy Corporation. Diese wurde 1997 ausgegliedert, um den speziellen Bedarf des Copperbelt rascher decken zu können. Zambia Energy Corporation betreibt demnach den Stromtransport in Sambia außerhalb des Copperbelt, also den Bau von Leitungen und Umspannstationen. Da der wesentliche Energieverbrauch und auch die entsprechende Infrastruktur im Copperbelt liegt, spielt Zambia Energy Corporation vor allem als Dachgesellschaft von Copperbelt Energy Corporation eine Rolle. Beide Gesellschaften leisten mit viel Technik verbundene Infrastrukturdienste für Zambia Electricity Supply Corporation.
Demnach würde die Errichtung der Verbindungen nach Malawi und Tansania in den Geschäftsbereich der Zam-En fallen. Diese wiederum dürfte erst dann stattfinden, wenn der Copperbelt die entsprechenden personellen Kapazitäten frei gibt.